# Gołąbek czerwononogi

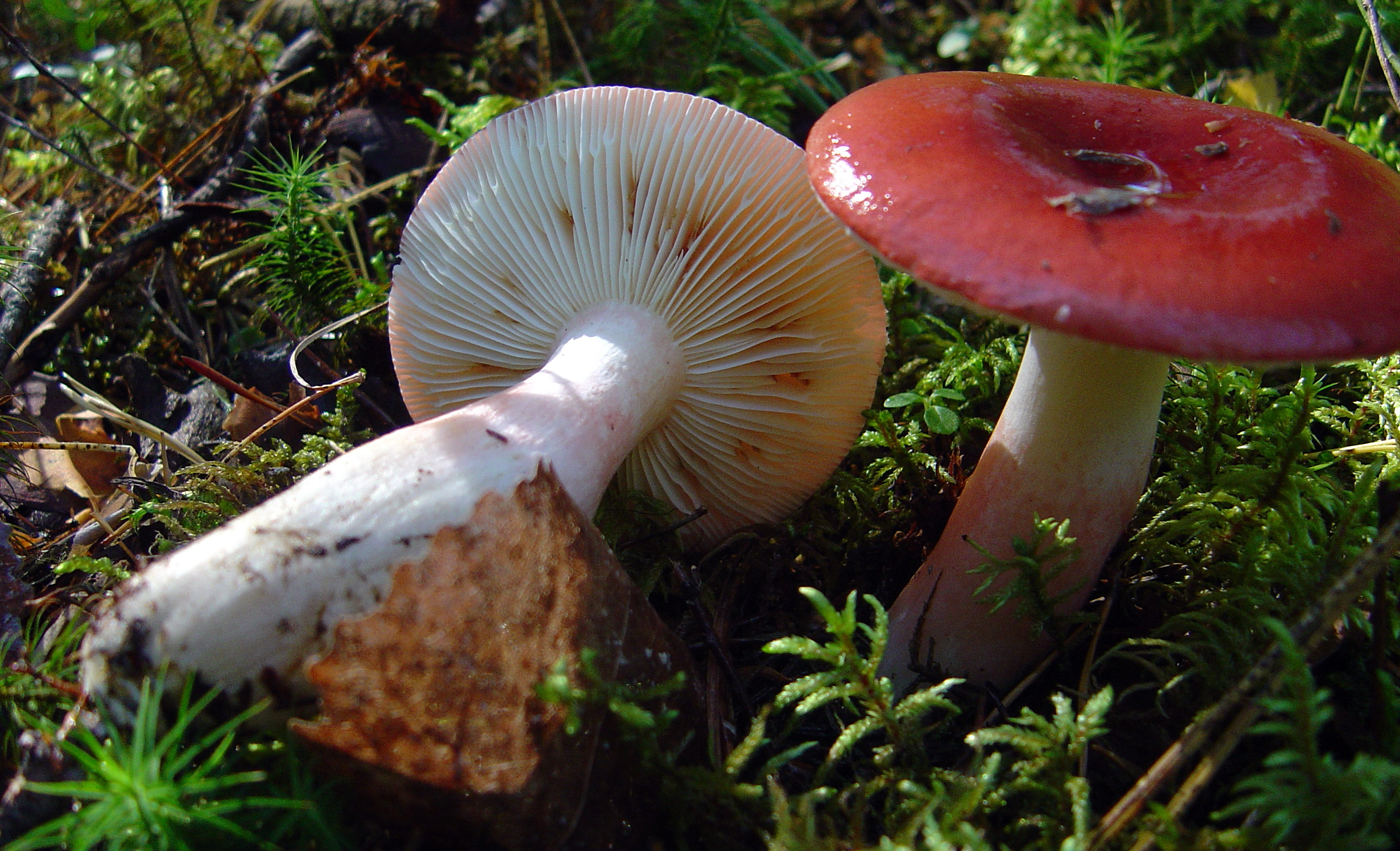

Gołąbek czerwononogi (Russula rhodopus Zvára) – gatunek grzybów należący do rodziny gołąbkowatych (Russulaceae).

## Systematyka i nazewnictwo
Pozycja w klasyfikacji według Index Fungorum: Russula, Russulaceae, Russulales, Incertae sedis, Agaricomycetes, Agaricomycotina, Basidiomycota, Fungi.
Po raz pierwszy opisał go w 1928 r. Jaroslav I. Zvára i nadana przez niego nazwa naukowa jest aktualna. Wszystkie podgatunki, odmiany i formy tego gatunku to według Index Fungorum synonimy.
Polską nazwę podała Alina Skirgiełło w 1991 r. (dla naukowej nazwy Russula rhodopoda Zvára 1928).

## Morfologia
Kapelusz
Średnica 3–8 (11) cm, gruby, mięsisty, początkowo kulisty, potem silnie wypukły do płasko wypukłego, ze środkiem początkowo tylko spłaszczonym, następnie bardzo słabo wklęsłym, w końcu o kształcie płytkiego spodka, rzadziej z garbkiem lub wgłębieniem ograniczonym tylko do środka. Brzeg początkowo mocno podwinięty, a następnie mniej lub bardziej wyprostowany. Powierzchnia błyszcząca, jak lakierowana, początkowo ciemnoczerwona, nieco miedziana, potem bardziej czerwona, w końcu krwistoczerwona, ale wciąż z ciemniejszymi partiami, pomiędzy czerwienią marokańską a bordowym brązem, rzadko z dużą powierzchnią przebarwioną na brudnożółtawo. Skórka dobrze oddziela się od miąższu, z wyjątkiem samego środka.
Blaszki
Dość gęste, ale grube, z wieloma dużymi blaszeczkami i dość dużą liczbą rozwidleń, wąskie (4–6 mm), z przodu raczej tępe, początkowo o barwie kości słoniowej (na początku mniej białe niż miąższ), następnie ochrowokremowe, zawsze jednak bardzo blade. Krawędzie tej samej barwy.
Trzon
Wysokość 3–7 cm, grubość 1–2,5 cm, często wgnieciony i zniekształcony, czasem ekscentryczny, często zwężony ku górze, chociaż rozszerzony na końcu bezpośrednio pod blaszkami, wybrzuszony i maczugowaty u nasady, początkowo pełny, potem gąbczasty. Powierzchnia czasem biała, ale zwykle z odcieniem różowym, rzadziej czerwonym, często w nieregularnych obszarach lub w dolnej części lub tylko z jednej strony trochę zabarwiona na żółto lub brudno czerwonawożółto, drobno oprószona, pod lupą omączona, następnie delikatnie pomarszczona.
Miąższ
Gruby, twardy, potem jędrny, ale kruchy, biały, lekko pożółkły na brzegach;. Ma bardzo słaby owocowy zapach, smak początkowo łagodny, następnie umiarkowanie ostry, następnie nabiera lekko słonego smaku; ale nie gorzki.
Wysyp zarodników
W stanie świeżym jasnochrowe, ale blednące po wyschnięciu.
Cechy mikroskopowe
Podstawki 50 × 7–8 µm. Bazydiospory 7–9 × 7–8 µm, o kształcie od szeroko jajowatego do kulistego, brodaweczkowato-siateczkowate do paciorkowato-grzebieniastych, o niskich i amyloidalnych brodawkach. Łysinka wyraźna. Cystydy walcowate ze słabo wykształconym kończykiem, 60–90 × 6–8 µm, w sulfowanilinie siniejące. W skórce są dermatocystydy.

## Występowanie i siedlisko
Występuje w Ameryce Północnej, Europie i Azji. Najwięcej stanowisk podano w Europie i jest tutaj szeroko rozprzestrzeniony. W Polsce do 2003 r. jedyne stanowisko podała Alina Skirgiełło w 1991 r., ale w późniejszych latach podano następne. Na Czerwonej liście roślin i grzybów Polski ma status gatunku rzadkiego – potencjalnie zagrożonego z powodu ograniczonego zasięgu geograficznego i małych obszarów siedliskowych. Aktualne stanowiska podaje także internetowy atlas grzybów. Znajduje się w nim na liście gatunków zagrożonych i wartych objęcia ochroną.
Naziemny grzyb mykoryzowy, występujący na kwaśnych glebach, głównie w starych lasach świerkowych